# Klasa okręgowa (grupa radomska)
Klasa okręgowa (grupa radomska) – jedna z sześciu na terenie województwa mazowieckiego klas okręgowych, stanowiąca pośredni szczebel rozgrywkowy między V ligą a klasą A. Stanowi siódmy poziom ligowy w rozgrywkach krajowych.
Zmagania w jej ramach toczą się cyklicznie systemem kołowym. Zwycięzcy grupy uzyskują awans do V ligi polskiej gr. mazowieckiej II, zaś najsłabsze zespoły relegowane są do poszczególnych grup klas A. Zarządzana przez – działający w imieniu Polskiego Związku Piłki Nożnej – Mazowiecki Związek Piłki Nożnej.
Zespoły piłkarskie pochodzą z terenu byłego województwa radomskiego.
W sezonie 2017/2018 mistrzostwo Ligi Okręgowej zdobył zespół Radomiak II Radom. 2. miejsce, premiowane udziałem w barażach, zajął Proch Pionki. Do A-klasy spadły Mogielanka Mogielnica oraz Gracja Tczów.
W sezonie 2011/12 mistrzostwo Ligi Okręgowej wywalczyła Szydłowianka Szydłowiec. Wicemistrzem, tytułem premiowanym udziałem w barażach, zajął Proch Pionki. Do A-klasy spadły KS Potworów, Zodiak Sucha oraz po przegranej Prochu Pionki w barażach o IV ligę Sadownik Błędów.

## Sezon 2012/2013
| Poz. | Klub                                 | M  | Pkt. | Mecze | Mecze | Mecze | Bramki | Bramki | Uwagi         |
| Poz. | Klub                                 | M  | Pkt. | zwy.  | rem.  | por.  | zdob.  | stra.  | Uwagi         |
| ---- | ------------------------------------ | -- | ---- | ----- | ----- | ----- | ------ | ------ | ------------- |
| 1    | Oskar Przysucha                      | 30 | 83   | 27    | 2     | 1     | 103    | 16     | awans         |
| 2    | Sokół Przytyk                        | 30 | 72   | 23    | 3     | 4     | 82     | 28     | baraż o awans |
| 3    | KS Warka (s)                         | 30 | 93   | 19    | 6     | 5     | 93     | 33     |               |
| 4    | Proch Pionki                         | 30 | 59   | 18    | 5     | 7     | 78     | 43     |               |
| 5    | Legion Głowaczów                     | 30 | 45   | 13    | 6     | 11    | 44     | 33     |               |
| 6    | Zawisza Sienno                       | 30 | 45   | 14    | 3     | 13    | 84     | 72     |               |
| 7    | KS Pilica Nowe Miasto nad Pilicą (b) | 30 | 44   | 12    | 8     | 10    | 62     | 57     |               |
| 8    | Powiślanka Lipsko                    | 30 | 43   | 14    | 1     | 15    | 49     | 52     |               |
| 9    | Jodła Jedlnia-Letnisko (b)           | 30 | 43   | 13    | 4     | 13    | 62     | 61     |               |
| 10   | Zwolenianka Zwoleń                   | 30 | 38   | 12    | 2     | 16    | 49     | 55     |               |
| 11   | Ruszcovia Borkowice                  | 30 | 34   | 10    | 4     | 16    | 41     | 79     |               |
| 12   | Iłżanka Kazanów                      | 30 | 33   | 9     | 6     | 15    | 47     | 60     |               |
| 13   | Plon Garbatka-Letnisko               | 30 | 33   | 10    | 3     | 17    | 37     | 68     |               |
| 14   | Oronka Orońsko                       | 30 | 26   | 7     | 5     | 18    | 35     | 78     |               |
| 15   | Gracja Tczów                         | 30 | 14   | 4     | 2     | 24    | 30     | 98     | spadek        |
| 16   | (b)Skaryszewianka Skaryszew          | 30 | 13   | 3     | 4     | 23    | 27     | 90     | spadek        |

### Baraże o udział w IV lidze
Finały 26 i 30 czerwca
Wisła Nowy Duninów - Sokół Przytyk	1-5	
Sokół Przytyk - Wisła Nowy Duninów   5-1
Wynik dwumeczu 10:2 dla Przytyka.
Awans: Sokół Przytyk

## Sezon 2011/2012
| Poz. | Klub                         | M  | Pkt. | Mecze | Mecze | Mecze | Bramki | Bramki | Uwagi         |
| Poz. | Klub                         | M  | Pkt. | zwy.  | rem.  | por.  | zdob.  | stra.  | Uwagi         |
| ---- | ---------------------------- | -- | ---- | ----- | ----- | ----- | ------ | ------ | ------------- |
| 1    | Szydłowianka Szydłowiec      | 30 | 67   | 21    | 4     | 5     | 65     | 27     | awans         |
| 2    | Proch Pionki                 | 30 | 66   | 20    | 6     | 4     | 74     | 35     | baraż o awans |
| 3    | Oskar Przysucha              | 30 | 65   | 20    | 5     | 5     | 71     | 28     |               |
| 4    | Powiślanka Lipsko            | 30 | 55   | 17    | 4     | 9     | 42     | 29     |               |
| 5    | Sokół Przytyk (b)            | 30 | 52   | 15    | 7     | 8     | 63     | 40     |               |
| 6    | Zawisza Sienno               | 30 | 45   | 14    | 3     | 13    | 63     | 59     |               |
| 7    | Legion Głowaczów             | 30 | 40   | 10    | 10    | 10    | 43     | 53     |               |
| 8    | Zwolenianka Zwoleń (s)       | 30 | 38   | 10    | 8     | 12    | 43     | 44     |               |
| 9    | Oronka Orońsko               | 30 | 38   | 10    | 8     | 12    | 54     | 41     |               |
| 10   | Iłżanka Kazanów (b)          | 30 | 37   | 11    | 4     | 15    | 62     | 72     |               |
| 11   | Ruszcovia Borkowice          | 30 | 35   | 10    | 5     | 15    | 40     | 59     |               |
| 12   | Plon Garbatka-Letnisko       | 30 | 34   | 9     | 7     | 14    | 47     | 62     |               |
| 13   | Skaryszewianka Skaryszew (b) | 30 | 31   | 7     | 10    | 13    | 50     | 56     |               |
| 14   | Sadownik Błędów              | 30 | 26   | 7     | 5     | 18    | 49     | 92     | spadek        |
| 15   | KS Potworów                  | 30 | 21   | 5     | 6     | 19    | 38     | 71     | spadek        |
| 16   | Zodiak Sucha                 | 30 | 20   | 4     | 8     | 18    | 30     | 66     | spadek        |

### Baraże
- o udział w IV lidze, grupa mazowiecka

Finał – 17 i 20 czerwca 2012

Proch Pionki – Pogoń II Siedlce 4-3

Pogoń II Siedlce – Proch Pionki 7-0

Wynik dwumeczu 10-4 dla Pogoni. Awans: Pogoń II Siedlce

W związku z przegraną Prochu Pionki do klasy A spadł dodatkowo Sadownik Błędów.
- o udział w Klasie Okręgowej, grupa Radom

Finał – 20 i 24 czerwca 2012

LKS Pniewy – Gracja Tczów 1-1

Gracja Tczów – LKS Pniewy 4-1

Wynik dwumeczu 5-2 dla Gracji. Awans: Gracja Tczów